# Horst Feistel
Horst Feistel (30 de gener de 1915 Berlín - 14 de novembre de 1990) va ser un criptògraf nascut a Alemanya que treballà en el disseny de ciphers a la companyia IBM, iniciant la recerca científica que culminà en el desenvolupament de Data Encryption Standard (DES) a la dècada de 1970. Feistel dona el seu nom al mètode Feistel network.
Feistel nasqué a Berlín i es traslladà als Estats Units l'any 1934. Durant la Segona Guerra Mundial, va romandre sota arrest domiciliari, però va adquirir la ciutadania estatunidenca el 31 de gener de 1944. L'endemà va començar a treballar per al Air Force Cambridge Research Center (AFCRC) en aparells d'Identification Friend or Foe (IFF) fins a la dècada de 1950. Més tard va ser un empleat del MIT al Lincoln Laboratory, després a la corporació MITRE. Finalment tornà a IBM, on varebre un premi per la seva tasca en criptografia. El seu treball a IBM va portar al desenvolupament de Lucifer, Data Encryption Standard (DES). Feistel va ser un dels primers investigadors no governamentals en estudiar el disseny i la teoria dels block ciphers.